# 施鴻保
施鴻保（1804—1871），清朝浙江錢塘縣人，字可斋，嘉慶廿五年（1820年），林則徐任杭嘉道觀察，命為「童生第一」。賜對聯「是故君子诚之为贵；夫惟大雅卓尔不群」。
後中生員，為邑庠生，應鄉試十餘年不第，遂棄仕進，歷經各官僚幕客，往來閩贛之間各幕府，同治间，往来泉、厦，所結識皆是當時英豪。閒居時，多習經學、考証，工古文、近體詩。今所著多佚，僅《闽杂记》存。